# Neuhausen ob Eck
Neuhausen ob Eck é um município da Alemanha, no distrito de Tuttlingen, na região administrativa de Freiburg , estado de Baden-Württemberg.